# 髙田知季
髙田 知季（たかた ともき、1990年5月6日 - ）は、兵庫県姫路市出身の元プロ野球選手（内野手、右投左打）、プロ野球コーチ。

## 経歴

### プロ入り前
姫路市立大津小学校で1年時にソフトボールを始めると、姫路市立大津中学校時代には硬式野球の龍野ボーイズに所属した。
岡山理科大学附属高校への進学後は、1年時から正遊撃手に定着した。在学中に唯一出場した甲子園球場の全国大会は、2年夏の第89回全国高等学校野球選手権大会で、興南高校との1回戦に「6番・遊撃手」としてスタメンで起用。1点ビハインドの8回表に同点タイムリーを放ったが、チームは後に再び勝ち越しを許し、2 - 3というスコアで初戦敗退を喫した。1学年後輩に九里亜蓮、2学年後輩に薮田和樹がいる。
亜細亜大学への進学後は、東都大学野球のリーグ戦で、1年秋の途中から正遊撃手の座を確保。2年時の秋季リーグ戦では、在学中で自己最高の打率.273と、自己最多の6盗塁を記録した。3年時の夏には、日米大学野球選手権大会に日本代表として出場。4年時には同期生で主将の東浜巨の下で副主将、3年秋からはリーグ戦3季連続優勝、3年時と4年時には明治神宮野球大会への出場を経験している。また、2年時からは九里、3年時からは藪田と再びチームメイトになった。リーグ戦には、通算で84試合に出場、打率.240（275打数66安打）、1本塁打、21打点、17盗塁を記録した。2012年3月に行われた東日本大震災復興支援ベースボールマッチに大学選抜メンバーとして出場した。
2012年のドラフト会議では、福岡ソフトバンクホークスから3位指名を受け、契約金6000万円、年俸1200万円（金額は推定）という条件で入団した。背番号は0。この会議では、東浜もソフトバンクから1巡目で指名を受け3球団競合の末ソフトバンクが抽選で獲得、髙田と揃って入団している。

### プロ入り後
2013年は、春季キャンプはA組でスタートしたが、2月2日のシートノック中に嘔吐してリタイア1号となってしまい、宮崎市内の病院で風邪による胃腸炎と診断された。復帰すると紅白戦で5打数3安打の猛打賞とA組に残した首脳陣の期待に応えた。開幕一軍入りは逃したが、5月2日に体調不良の柳田悠岐に代わり、ウエスタン・リーグ22試合で打率.343の成績を残していたことから初めて一軍選手登録された。5月3日の対埼玉西武ライオンズ戦の延長11回同点の場面でウィリー・モー・ペーニャの代走としてプロ入り初出場し、長谷川勇也の左前打で好走塁を見せて二塁から一気に生還し、クロスプレーを制してチームのサヨナラ勝利に貢献した。しかし翌日5月4日の試合前の練習中に右足首を捻挫し、同日出場選手登録を抹消された。懲罰降格された松中信彦に代わって6月15日に再昇格し、6月16日の対セ・パ交流戦、対読売ジャイアンツ戦で守備固めとして二塁手で起用されプロ初の守備についた。出場機会が無く1試合のみで6月26日に二軍へ降格し、7月も昇格したが出番無く抹消された。7月18日のフレッシュオールスターゲーム（秋田こまちスタジアム）に2番・遊撃手としてフル出場したが4打数無安打に終わった。8月4日に再昇格し、正二塁手・本多雄一が故障離脱していた事から同日の対西武戦で8番二塁手としてプロ初の先発出場を果たしたが、微妙な判定などもあり3打数無安打に終わった。8月6日の対千葉ロッテマリーンズ戦で5回第2打席で大谷智久から左中間に二塁打を放ち、これがプロ初安打となった。8月11日の対東北楽天ゴールデンイーグルス戦でショートゴロで出塁し、ブランドン・ダックワース - 嶋基宏バッテリーからプロ初盗塁を記録した。本多の一軍復帰により8月12日に二軍へ降格した。9月26日に再昇格したが代走2試合で9月30日に抹消されそのままシーズンを終えた。1年目の先発出場は8試合だった。二軍では78試合に出場し、打率.299、出塁率.372で終えた。オフは11月26日から台湾で開催された2013年アジアウインターベースボールリーグに派遣され、22試合に出場し、打率.323、出塁率.394、11打点の成績を残した。
2014年は、春季キャンプはA組で迎えたが初日にウイルス性胃腸炎による発熱で離脱し、2年連続リタイア1号となり、B組行きとなった。5月31日に一軍に昇格したが3試合で二軍へ降格、8月15日に再昇格すると、8月20日の対西武戦の8回3点ビハインドの場面で代打起用され、増田達至から二塁打を放ち、これが代打起用初安打となったが、直後に牽制球で刺されチャンスを潰してしまった。8月28日の対北海道日本ハムファイターズ戦の6回1点ビハインド無死満塁の場面で代打起用され、アンソニー・カーターのスライダーをレフト前に弾き返し逆転の2点タイムリー打を打ち、これがプロ初打点・代打での初打点となった。この活躍によりチームは3連敗を止めた。以後2度の代打で三振し、9月5日に二軍へ降格し、9月20日に再昇格し、10月2日のオリックス・バファローズとの両チームのリーグ優勝を賭けたシーズン最終戦では8回同点の場面で一軍でも1度、二軍通算でも2試合しか守ったことがない一塁手守備で起用されたが無難にこなし、自身初のリーグ優勝をグラウンドで迎えた。CSファイナルステージでは全試合にベンチ入りしたが出場機会は無く、日本シリーズではベンチ外に終わった。二軍では72試合に出場し、打率.307、出塁率.366を残した。
2015年は、キャンプはA組で迎えたが、2月18日にインフルエンザと診断され3年連続のウイルス感染による離脱となった。オープン戦でアピールした事で開幕を一軍で迎え、少ない出場機会で結果を残し、4度目のスタメン起用となった4月22日の対楽天戦ではプロ初の猛打賞を記録し、サヨナラの走者として生還した。この年はシーズン序盤で正二塁手の本多が離脱したため、明石健志や川島慶三と二塁の座を争い、6月7日の読売ジャイアンツ戦でプロ初本塁打を記録するなど前半戦は準レギュラーとして活躍。後半戦は明石と川島の好調で出場機会が減少したものの、81試合に出場し、優勝に貢献した。
2016年は、春季キャンプを3年連続でA組で迎えると、最後までA組に帯同した。しかし、後に左肩を脱臼した影響で、一軍公式戦には36試合の出場にとどまった。9月29日、肩関節鏡視下バンカートの手術を受け、復帰まで6ヵ月と診断される。12月6日、契約交渉に臨み、400万円ダウンの年俸2000万円（金額は推定）でサインした。
2017年は、上記の手術のリハビリの為、一軍へのシーズン初昇格は6月13日まで持ち越されたが、昇格後は例年に比べて一軍公式戦へのスタメン出場の機会が増加。7月8日の対日本ハム戦では疲労性腰痛の今宮健太の代わりに遊撃手でスタメン出場し、タイムリーヒットを放つ。7月18日の対西武戦（鷹の祭典）では、2015年6月以来のプロ通算2本目となるソロ本塁打、タイムリーヒットを放ち活躍する。（詳細は人物の欄を参照。）9月23日の対楽天戦では、シーズン2号のソロ本塁打を記録した。バイプレーヤーとして2番および9番打者への起用や、二塁の守備要員として58試合に出場し、チームの2年振りのリーグ優勝に貢献した。日本シリーズでは、出場機会は得られなかったが、出場資格者40人枠を勝ち取りベンチ入りを果たす。12月5日、福岡市内の球団事務所で契約交渉に臨み、200万円アップの年俸2200万円（金額は推定）で契約更改した。
2018年は、4月29日の対オリックス戦でスタメン出場で好守をみせ、5月4日の対オリックス戦で逆転2ラン本塁打を放つ。しかし6月5日に明石健志の復帰によって一軍選手登録を外れる。6月14日に一軍昇格し、6月15日のセ・パ交流戦、対広島カープ戦において2ラン本塁打を記録する。10月8日の対千葉ロッテ戦では、この日引退試合だった岡田幸文の安打性のライナーをジャンピングキャッチで好捕してしまい、岡田の59打席連続打席無安打のNPB記録更新を担ってしまう。10月14日におこなわれた日本ハムとのクライマックスシリーズ・ファーストステージにおいては、失策を喫するも適時打を放つ活躍をする。。
広島カープとの2018年の日本シリーズでは守備代走で出場し、第5戦に日本シリーズ初安打を記録した。シーズンオフの12月17日、福岡市内の球団事務所で契約交渉に臨み、400万円アップの年俸2600万円（金額は推定）で契約更改した。
2019年は、4月12日の対東北楽天戦でスタメン出場で安打と打点を記録し、6月8日のセ・パ交流戦、対広島カープ戦において、猛打賞の活躍をする。9月12日の対埼玉西武戦ではスクイズを決めた。読売ジャイアンツとの2019年の日本シリーズでは、出場資格者40人枠に入るも出場機会を得られなかった。12月4日、福岡市内の球団事務所で契約交渉に臨み、100万円アップの年俸2700万円（金額は推定）で契約更改した。
2020年5月8日、同月7日に奈良県内の病院で左足関節鏡視下遊離体除去・関節形成術を受けたことを発表された。その影響から2020年シーズンの一軍公式戦の出場機会は無かったが、二軍公式戦に23試合に出場し打率.293の成績を残す。12月7日、福岡市内の球団事務所で契約交渉に臨み、650万円ダウンの年俸2050万円（金額は推定）で契約更改した。
2021年は、主に守備固めとして61試合に出場し、打率.231を記録した。12月6日、福岡市内の球団事務所で契約交渉に臨み、100万円ダウンの年俸1,950万円（金額は推定）で契約更改した。
2022年は、4月1日のロッテ戦で、走塁の際に左足首を痛め離脱。その影響もあって一軍戦出場は18試合にとどまり、10月17日に戦力外通告を受け、同月30日に現役引退を決断した。

### 引退後
2022年10月31日、2023年シーズンからソフトバンクのリハビリ担当コーチ（野手）を務めることが発表された。2024年からは二軍内野守備走塁コーチを務める。

## 選手としての特徴
50メートル走のタイムが6秒0と俊足で走塁センスに加え、遠投120メートルの地肩を生かした送球も含め、大学時代に「大学No.1遊撃手」といわれたほどの堅実な守備力が武器。
打撃では、派手さはないがミート力があり、選球眼に優れている。大学時代は1番打者でバットを拳1個分短く握り、出塁を狙う小さなスイングだった。本人はパワーが無いことを課題に挙げている。
目標とする選手には、堅実な守備と状況に応じた打撃が出来るとして井端弘和の名を挙げている。

## 人物
大学時代に、社会科の教員免許を習得するために母校である岡山理大附高で教育実習を行った。
苗字の読み仮名は「たかだ」ではなく「たかた」。仮契約を結んだ際の会見では「ジャパネットたかたの（当時の）高田（明）社長と同じ」と発言したことが話題になった。それ以来、チームメイトや関係者から「ジャパ」というニックネームで呼ばれている。同社が協賛した2017年7月18日の対西武戦（福岡ヤフオク!ドーム）では、「2番・遊撃手」としてスタメンに起用されると、4回裏の第2打席でプロ入り初の本拠地での本塁打となる先制ソロ本塁打を記録。5回裏2死二塁で迎えた第3打席でも適時二塁打を放つなどの活躍でチームの勝利に貢献したことから、試合後にヒーローインタビューを受けた。ジャパネットたかたの髙田旭人社長（明の長男）がこの活躍に目を付けたことをきっかけに、2017年10月からは、同社のテレビCM（コールセンターがソフトバンクの本拠地・福岡市へ移転することを伝える北部九州地方向けのCM）に出演している。
2014年からの登場曲である「Rusty Nail」は自身がカラオケで得意としており、城所龍磨の提案で登場曲となった。
2018年11月26日、東京都出身の女性と結婚していたことが報じられた。

## 詳細情報

### 年度別打撃成績
| 年 度     | 球 団        | 試 合 | 打 席 | 打 数 | 得 点 | 安 打 | 二 塁 打 | 三 塁 打 | 本 塁 打 | 塁 打 | 打 点 | 盗 塁 | 盗 塁 死 | 犠 打 | 犠 飛 | 四 球 | 敬 遠 | 死 球 | 三 振 | 併 殺 打 | 打 率 | 出 塁 率 | 長 打 率 | O P S |
| --------- | ------------ | ----- | ----- | ----- | ----- | ----- | -------- | -------- | -------- | ----- | ----- | ----- | -------- | ----- | ----- | ----- | ----- | ----- | ----- | -------- | ----- | -------- | -------- | ----- |
| 2013      | ソフトバンク | 11    | 19    | 17    | 4     | 2     | 1        | 0        | 0        | 3     | 0     | 1     | 0        | 1     | 0     | 1     | 0     | 0     | 3     | 0        | .118  | .167     | .176     | .343  |
| 2014      | ソフトバンク | 12    | 12    | 10    | 3     | 3     | 2        | 0        | 0        | 5     | 2     | 0     | 0        | 1     | 0     | 1     | 0     | 0     | 4     | 0        | .300  | .364     | .500     | .864  |
| 2015      | ソフトバンク | 81    | 175   | 156   | 16    | 37    | 3        | 1        | 1        | 45    | 11    | 4     | 2        | 7     | 0     | 12    | 0     | 0     | 43    | 2        | .237  | .292     | .288     | .580  |
| 2016      | ソフトバンク | 36    | 77    | 63    | 5     | 11    | 2        | 0        | 0        | 13    | 2     | 1     | 1        | 4     | 0     | 10    | 0     | 0     | 15    | 0        | .175  | .288     | .206     | .494  |
| 2017      | ソフトバンク | 58    | 130   | 114   | 10    | 26    | 4        | 2        | 2        | 40    | 8     | 2     | 0        | 9     | 0     | 5     | 0     | 2     | 28    | 0        | .228  | .273     | .351     | .624  |
| 2018      | ソフトバンク | 74    | 153   | 133   | 13    | 25    | 3        | 2        | 2        | 38    | 15    | 2     | 0        | 6     | 0     | 12    | 0     | 2     | 36    | 2        | .188  | .265     | .286     | .551  |
| 2019      | ソフトバンク | 93    | 125   | 115   | 6     | 18    | 1        | 0        | 0        | 19    | 10    | 2     | 0        | 6     | 0     | 3     | 0     | 1     | 36    | 1        | .157  | .185     | .165     | .350  |
| 2021      | ソフトバンク | 61    | 17    | 12    | 2     | 2     | 0        | 1        | 0        | 4     | 2     | 1     | 0        | 2     | 1     | 2     | 0     | 0     | 4     | 0        | .167  | .267     | .333     | .600  |
| 2022      | ソフトバンク | 18    | 13    | 13    | 4     | 3     | 0        | 1        | 0        | 5     | 3     | 1     | 0        | 0     | 0     | 0     | 0     | 0     | 4     | 0        | .231  | .231     | .385     | .615  |
| 通算：9年 | 通算：9年    | 444   | 721   | 633   | 63    | 127   | 16       | 7        | 5        | 172   | 53    | 14    | 3        | 36    | 1     | 46    | 0     | 5     | 173   | 5        | .201  | .260     | .272     | .532  |

### 年度別守備成績
| 年 度 | 球 団        | 一塁  | 一塁  | 一塁  | 一塁  | 一塁  | 一塁     | 二塁  | 二塁  | 二塁  | 二塁  | 二塁  | 二塁     | 遊撃  | 遊撃  | 遊撃  | 遊撃  | 遊撃  | 遊撃     | 三塁  | 三塁  | 三塁  | 三塁  | 三塁  | 三塁     |
| 年 度 | 球 団        | 試 合 | 刺 殺 | 補 殺 | 失 策 | 併 殺 | 守 備 率 | 試 合 | 刺 殺 | 補 殺 | 失 策 | 併 殺 | 守 備 率 | 試 合 | 刺 殺 | 補 殺 | 失 策 | 併 殺 | 守 備 率 | 試 合 | 刺 殺 | 補 殺 | 失 策 | 併 殺 | 守 備 率 |
| ----- | ------------ | ----- | ----- | ----- | ----- | ----- | -------- | ----- | ----- | ----- | ----- | ----- | -------- | ----- | ----- | ----- | ----- | ----- | -------- | ----- | ----- | ----- | ----- | ----- | -------- |
| 2013  | ソフトバンク | -     | -     | -     | -     | -     | -        | 8     | 9     | 20    | 1     | 3     | .967     | -     | -     | -     | -     | -     | -        | -     | -     | -     | -     | -     | -        |
| 2014  | ソフトバンク | 2     | 5     | 0     | 0     | 0     | 1.000    | 1     | 0     | 0     | 0     | 0     | ----     | 3     | 0     | 0     | 0     | 0     | ----     | -     | -     | -     | -     | -     | -        |
| 2015  | ソフトバンク | 8     | 19    | 1     | 0     | 0     | 1.000    | 42    | 56    | 80    | 2     | 12    | .986     | 24    | 20    | 41    | 2     | 8     | .968     | -     | -     | -     | -     | -     | -        |
| 2016  | ソフトバンク | 8     | 9     | 2     | 0     | 0     | 1.000    | 19    | 27    | 37    | 2     | 4     | .970     | 9     | 7     | 12    | 0     | 1     | 1.000    | -     | -     | -     | -     | -     | -        |
| 2017  | ソフトバンク | 3     | 22    | 1     | 0     | 0     | 1.000    | 49    | 47    | 71    | 0     | 9     | 1.000    | 7     | 9     | 20    | 0     | 2     | 1.000    | 1     | 0     | 2     | 0     | 0     | 1.000    |
| 2018  | ソフトバンク | 10    | 10    | 0     | 0     | 1     | 1.000    | 21    | 38    | 42    | 1     | 8     | .988     | 36    | 54    | 92    | 4     | 21    | .973     | 6     | 2     | 0     | 0     | 0     | 1.000    |
| 2019  | ソフトバンク | 8     | 8     | 1     | 0     | 1     | 1.000    | 18    | 22    | 25    | 1     | 6     | .979     | 69    | 53    | 93    | 5     | 14    | .967     | -     | -     | -     | -     | -     | -        |
| 2021  | ソフトバンク | 1     | 2     | 1     | 0     | 0     | 1.000    | 3     | 0     | 0     | 0     | 0     | ----     | 30    | 4     | 13    | 0     | 0     | 1.000    | 25    | 4     | 3     | 2     | 0     | .778     |
| 2022  | ソフトバンク | 6     | 4     | 0     | 0     | 0     | 1.000    | 12    | 9     | 14    | 0     | 2     | 1.000    | -     | -     | -     | -     | -     | -        | -     | -     | -     | -     | -     | -        |
| 通算  | 通算         | 46    | 79    | 6     | 0     | 2     | 1.000    | 173   | 208   | 289   | 7     | 44    | .986     | 178   | 147   | 271   | 11    | 46    | .974     | 32    | 6     | 5     | 2     | 0     | .846     |

### 記録
初記録
- 初出場：2013年5月3日、対埼玉西武ライオンズ6回戦（福岡 ヤフオク!ドーム）、11回裏にウィリー・モー・ペーニャの代走で出場
- 初先発出場：2013年8月4日、対埼玉西武ライオンズ13回戦（福岡 ヤフオク!ドーム）、8番・二塁手で先発出場
- 初打席：同上、3回裏に岸孝之から空振り三振
- 初安打：2013年8月6日、対千葉ロッテマリーンズ16回戦（福岡 ヤフオク!ドーム）、5回裏に大谷智久から左中間二塁打
- 初盗塁：2013年8月11日、対東北楽天ゴールデンイーグルス17回戦（日本製紙クリネックススタジアム宮城）、2回表に二盗（投手：ブランドン・ダックワース、捕手：嶋基宏）
- 初打点：2014年8月28日、対北海道日本ハムファイターズ20回戦（福岡 ヤフオク!ドーム）、6回裏にアンソニー・カーターから左前2点適時打
- 初本塁打：2015年6月7日、対読売ジャイアンツ3回戦（東京ドーム）、4回表に高木勇人から右越2ラン

### 背番号
- 0（2013年 - 2022年）
- 018（2023年）
- 82（2024年 - ）

### 登場曲
- 「SPARK」三代目J Soul Brothers（2013年）
- 「ジャパネットたかたのテーマ」（2013年） ※1打席目のみ使用
- 「Tacata'」MAX（2014年）
- 「Rusty Nail」X JAPAN （2014年 - 2015年）
- 「Anchor」三浦大知（2015年 - 2020年）
- 「I Promise」FREAK（2017年 - ）
- 「ツバサ」saji（2020年）
- 「イエスタデイ」Official髭男dism（2020年）
- 「coral」SPiCYSOL（2020年）
- 「Starting Now」清水美依紗（2022年）

### CM ・広告
- ジャパネットコミュニケーションズ「新しいJCはじまる」篇　髙田 知季選手Ver. - 北部九州エリア[70]

### 代表歴
- 第38回日米大学野球選手権大会：日本代表[73]